# كيس قمامة

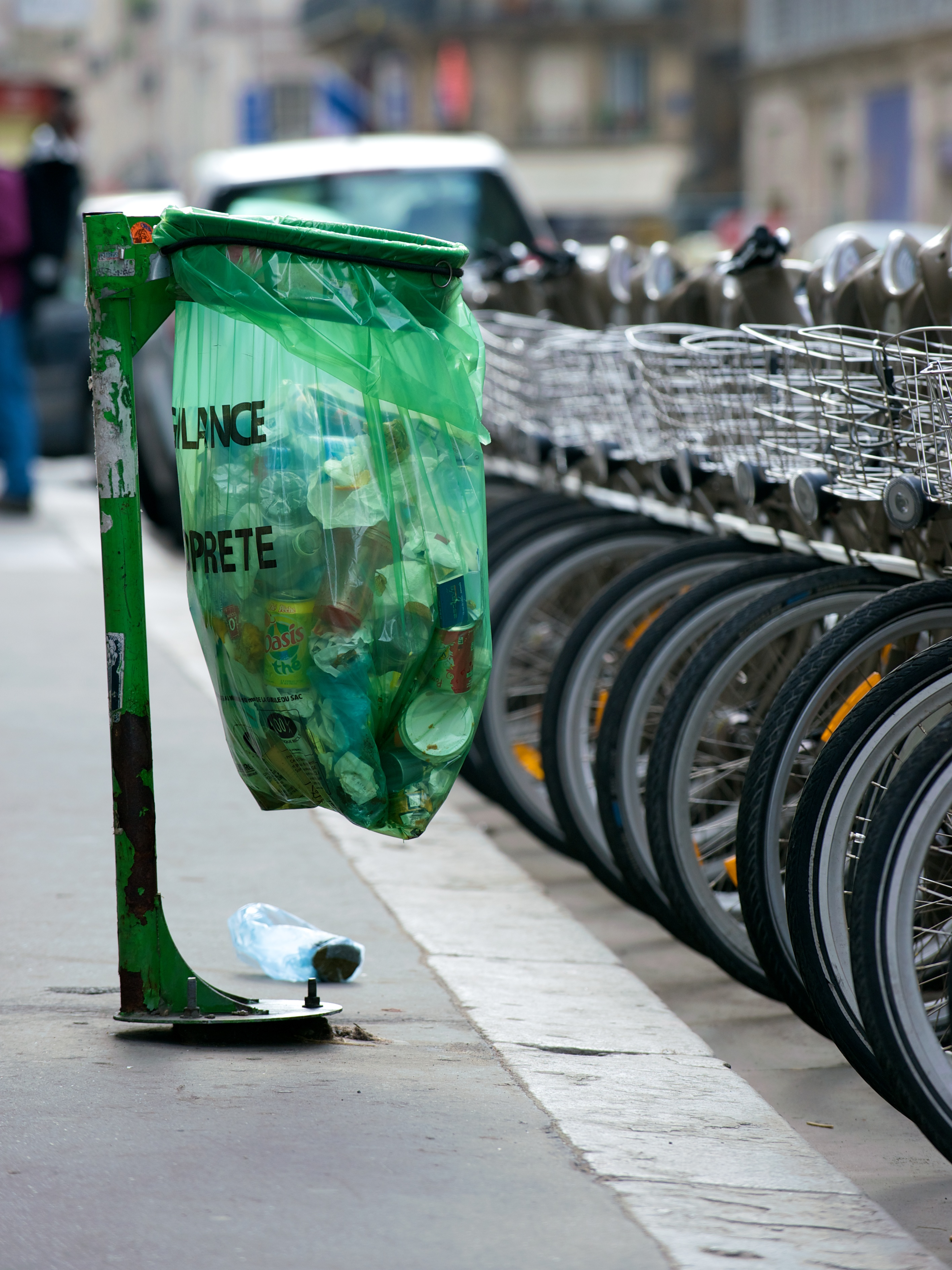
كيس نفايات عام في باريس.

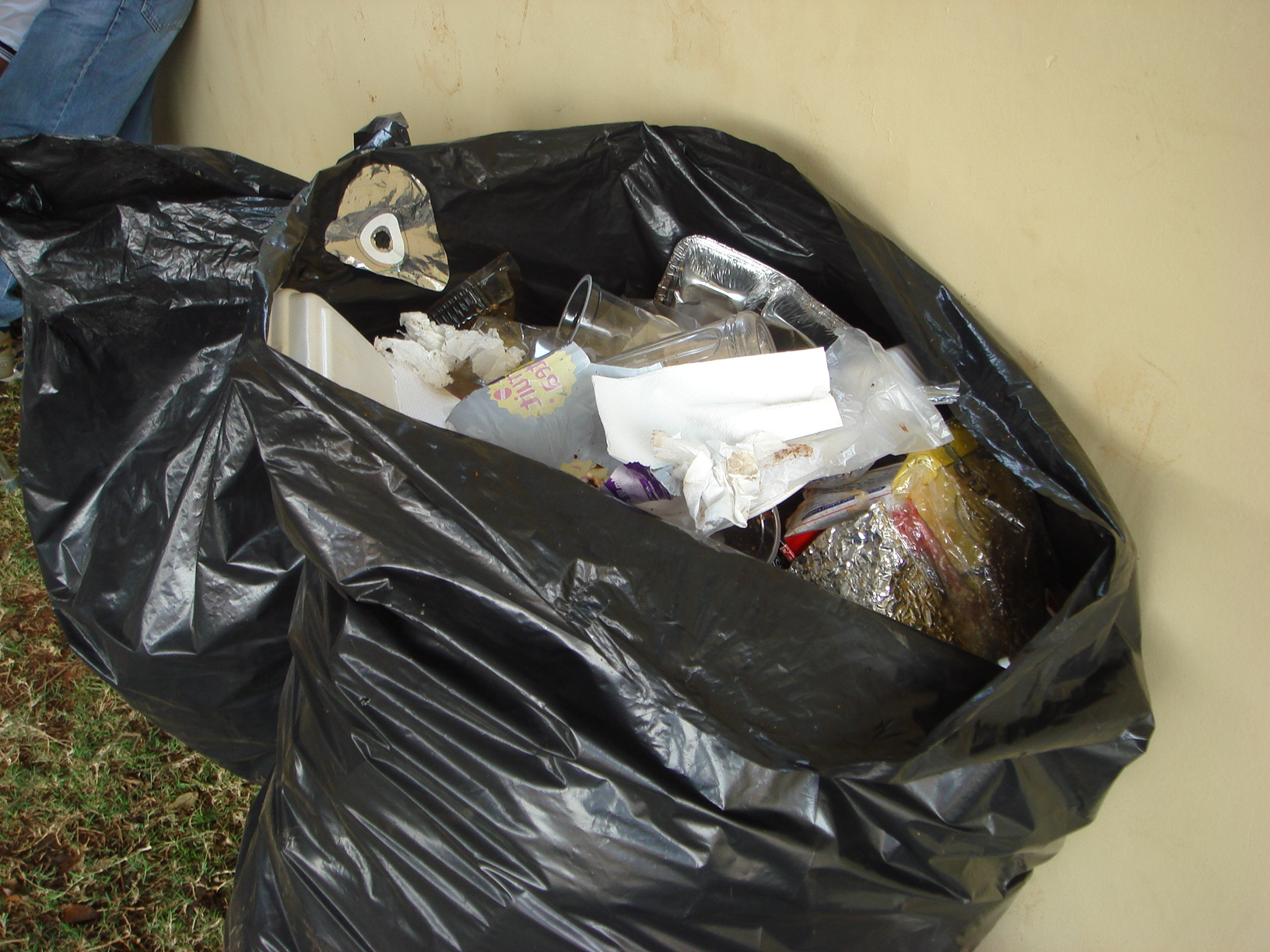
كيس قمامة من المملكة المتحدة.

كيس القمامة هو عبارة عن كيس يمكن التخلص منه يستخدم لاحتواء النفايات الصلبة. هذه الأكياس مفيدة لتبطين داخل حاويات النفايات لمنع تسرب مواد النفايات في باطن الوعاء. معظم الأكياس هذه الأيام مصنوعة من البلاستيك، وعادة ما تكون سوداء اللون.
تعتبر الأكياس البلاستيكية طريقة ملائمة وصحية للتعامل مع القمامة، وتستخدم على نطاق واسع. أكياس القمامة البلاستيكية خفيفة الوزن إلى حد ما وهي مفيدة بشكل خاص للقمامة الفوضوية أو الرطبة، كما هو الحال عادة مع نفايات الطعام، وهي مفيدة أيضًا في تغليف القمامة لتقليل الرائحة. غالبًا ما تستخدم الأكياس البلاستيكية لبطانة حاويات القمامة أو النفايات أو الصناديق. يعمل هذا على الحفاظ على حاوية صحية من خلال تجنب ملامسة الحاوية مع القمامة. بعد ملء الكيس في الحاوية بالقمامة، يمكن سحب الكيس من حوافه وإغلاقه وربطه بالحد الأدنى من التلامس مع النفايات.
تم ابتكار هذا الاختراع في عام 1950، ويمكن أن يعزى إلى الكنديين هاري واسيليك ولاري هانسن وفرانك بلومب. في عرض خاص على تلفزيون CBC، احتلت أكياس القمامة الخضراء المرتبة 36 من بين أفضل 50 اختراع كندي. كما تم إدخال الأكياس البلاستيكية السوداء، وكذلك البيضاء وأيضًا أكياس شفافة في نفس العام في الولايات المتحدة.
يمكن حرق أكياس البلاستيك بمحتوياتها في مرافق مناسبة لتحويل النفايات إلى طاقة. وتعتبر مستقرة وملائمة في مدافن صحية؛ بعضها قابل للتحلل في ظل ظروف محددة.